# Schwein (Wappentier)

Schwein im Wappen von Poussan

Das Schwein, genauer das weibliche Hausschwein, die Sau, ist in der Heraldik ein wenig gebräuchliches Wappentier.
Das Hausschwein und der Eber des Wildtieres (Keiler) gehören zu den älteren Wappentieren. Anfänglich wurden ihm Eigenschaften wie Intelligenz und Stärke zugeschrieben. Das Hausschwein wurde aber allmählich aus der Heraldik zurückgedrängt.
Dargestellt wird die Sau standardmäßig nach heraldisch rechts sehend; andere Stellungen sind in der Wappenbeschreibung zu erwähnen. Männliches und weibliches Hausschwein sind in der Wappendarstellung nicht eindeutig zu erkennen. Die Farbe kann alle heraldischen Tingierungen annehmen, auch die natürliche Farbe ist nicht ungewöhnlich. Im Wappen oder Feld kann das Wappentier auch mit anderen Wappenfiguren kombiniert sein. Die Schweizer Gemeinde Morcote zeigt ein Muttertier mit vier Ferkeln, was bei der Beschreibung ein wichtiges Merkmal ist. Viele Wappen kombinieren das Schwein mit dem heiligen Antonius im Schild. Hier ist es dessen Attribut.
Das Schwein wird auch gerne als redendes Wappen genommen. Beispiele sind der nordbadische Ort Schweinberg oder das schlesische Adelsgeschlecht Schweinichen.